# Лайфхакер
«Лайфхакер» — русскоязычное интернет-издание. Выпускает около 800 материалов в месяц про здоровье, спорт, отношения, финансы, технологии, кулинарию, покупки, кино, книги, путешествия и другое.
Основным источником дохода издания является реклама — нативная, баннерная, а также интеграции в рамках спецпроектов.
Офисы «Лайфхакера» находятся в Ульяновске и Москве. Численность штатных сотрудников по состоянию на 1 мая 2023 года — более 120 человек.

## История
Проект начал работу в 2007 году как небольшой коллективный блог с преимущественно техническими советами. Ежедневно на сайте публиковалось по 1-2 тематических статьи, а чуть позже появились коллаборации с видными деятелями интернет-индустрии, рекламные обзоры технологичных продуктов и нативные интеграции.
В 2011 году, после прихода Алексея Пономаря на должность директора компании и Вячеслава Баранского на должность главного редактора, началось преобразование из любительского проекта в медиабизнес. В издании появились полноценная редакция, коммерческий отдел, отделы разработки и дизайна.
К 2014 году издание постепенно сменило концепцию. Ресурс ушёл от узкой специализации на информационных технологиях и программировании. Редакция даёт ответы на самые разные запросы пользователей — от классического рецепта борща и способов понизить давление до инструкции по скачиванию видео с YouTube и подборки бесплатных VPN-сервисов.
В ноябре 2020 года компания «Буферная бухта», управляющая «Лайфхакером», сменила владельцев. 100 % акций было куплено инвестиционным фондом «Кибертех». Детали не разглашаются, однако, по оценкам участников рынка, сумма сделки могла находиться в пределах 80-342 миллионов рублей.
На данный момент издателем «Лайфхакера» является Алексей Пономарь, главным редактором — Оксана Запевалова.

## Награды

### 2017—2018 годы
- Издание стало победителем интернет-премии «Прометей» в номинации «Развлечения, отдых, туризм» за вклад в жизнь людей[3].
- «Лайфхакер» отмечен премией системы редакционной аналитики «Медиатор» в номинациях «Самые читаемые медиа» и «Самые вовлекающие медиа»[4].

### 2020 год
- По итогам digital-премии Tagline Awards издание стало первым в номинации «Лучший чат-бот/AI-технология» за игру «Твои глаза словно космос»[5] для Bausch + Lomb. А также заняло второе место в категории «Использование игровых механик» и третье — в номинации «Кампании/креатив» за игру «Бизнес на выживание» для Mastercard.
- «Подкаст Лайфхакера» занял третье место в рейтинге топ-100 лучших подкастов по версии «Яндекс Музыки»[6].

### 2021 год
- Третье место на региональном фестивале рекламы The First Regional Advertisement Festival в номинации «Digital-инструменты / Лучшее использование инновационных креативных технологий»[7].
- Гайд издания «Всё, что нужно знать о контрацепции», сделанный для компании «Гедеон Рихтер», отмечен креативной премией MedMen Healthcare Creative Awards в специальной номинации «За лучший выбор медиа»[8].

### 2022 год
- Игра «Взгляд в будущее» для Bausch + Lomb заняла второе место на креативной премии MedMen Healthcare Creative Awards[9].

### 2023 год
- По итогам премии «Апостол» издание получило золото в номинации «Лучший специальный проект» за игру «Взгляд в будущее» для Bausch + Lomb и в номинации «Специальные проекты // Лучшая идея» за игру «Успеете погладить котика?» для Yota. Серебром отмечен лонгрид «Мозг: как работает наш главный орган» в номинации «Дизайн // Лучшее оформление материала, публикации, проекта». Также несколько проектов награждены бронзой: телеграм-канал «Постельный режим» в категории Social media, подкаст «Слушай, это просто» с эпизодом «Что такое дисморфофобия и как справиться с желанием быть идеальным» в номинации «Лучший партнёрский / специальный выпуск подкаста», доска желаний «Мечтаете о красивом доме? Визуализируйте, как он будет выглядеть» для «Авито Услуги» в номинации «Лучший специальный проект с нестандартной механикой», а также статья «Заслуженный учитель, врач и клоун: 8 дьявольски умных маньяков, существовавших в реальности» для more.tv в номинации «Нативная реклама / Лучшая нативная интеграция». Эта же статья попала в шорт-лист в категории «Нативная реклама // Лучшая идея». Кроме того, в шорт-листе номинации «Социальные проекты // Лучший спецпроект» оказался лонгрид «Календарь беременности. Всё, что нужно знать с момента зачатия до родов»[10].